# Angitia crepuscula
Angitia crepuscula là một loài bướm đêm trong họ Noctuidae.